# Белень (Любуське воєводство)
Белень (пол. Bieleń, нім. Weißensand) — село в Польщі, у гміні Тшцель Мендзижецького повіту Любуського воєводства.
Населення — 37 осіб (2011).
У 1975-1998 роках село належало до Гожовського воєводства.

## Демографія
Демографічна структура станом на 31 березня 2011 року:
|          | Загалом | Допрацездатний вік | Працездатний вік | Постпрацездатний вік |
| -------- | ------- | ------------------ | ---------------- | -------------------- |
| Чоловіки | 17      | 3                  | 14               | 0                    |
| Жінки    | 20      | 3                  | 15               | 2                    |
| Разом    | 37      | 6                  | 29               | 2                    |